# Maison du Gouverneur (Coucy-le-Château-Auffrique)
Pour les articles homonymes, voir Maison du Gouverneur.
La maison du Gouverneur est un monument historique situé à Coucy-le-Château-Auffrique, en France.

## Localisation
La maison du Gouverneur est située sur la commune de Coucy-le-Château-Auffrique, dans le département de l'Aisne. A l'emplacement de la maison il y a de nos jours une salle des fêtes. 

## Historique
Le monument est classé au titre des monuments historiques en 1931. Il ne reste de l'ancienne Maison du Gouverneur que le portail d'entrée du XVIIe siècle s'ouvrant sur la place de l'Hôtel-de-Ville.
Dans cette maison est né le 7 juin 1594  César, duc de Vendôme, fils de Henri IV et de Gabrielle d'Estrées.